# From Toni with Love... The Video Collection
From Toni with Love... The Video Collection är ett musikvideoalbum av den amerikanska R&B-sångerskan Toni Braxton, utgivet den 20 november 2001 via Arista Records. Videosamlingen innehåller 14 av Braxtons största hits; däribland "Let It Flow", "You're Makin' Me High", "Un-Break My Heart", "Breathe Again" och "Seven Whole Days". DVD:n innehåller även alternativa videor på spanska, aldrig tidigare visade bilder och filmklipp, en smygtitt på den outgivna videon till singeln "Maybe" och exklusiva intervjuer med sångerskan.

## Innehållsförteckning
1. "Love Shoulda Brought You Home"
2. "Another Sad Love Song"
3. "Breathe Again"
4. "Seven Whole Days"
5. "You Mean the World to Me"
6. "How Many Ways"
7. "Let It Flow"
8. "You're Makin' Me High"
9. "Un-Break My Heart"
10. "I Don't Want To"
11. "How Could an Angel Break My Heart"
12. "He Wasn't Man Enough"
13. "Just Be a Man About It"
14. "Spanish Guitar"